# Maison de la culture Mercier

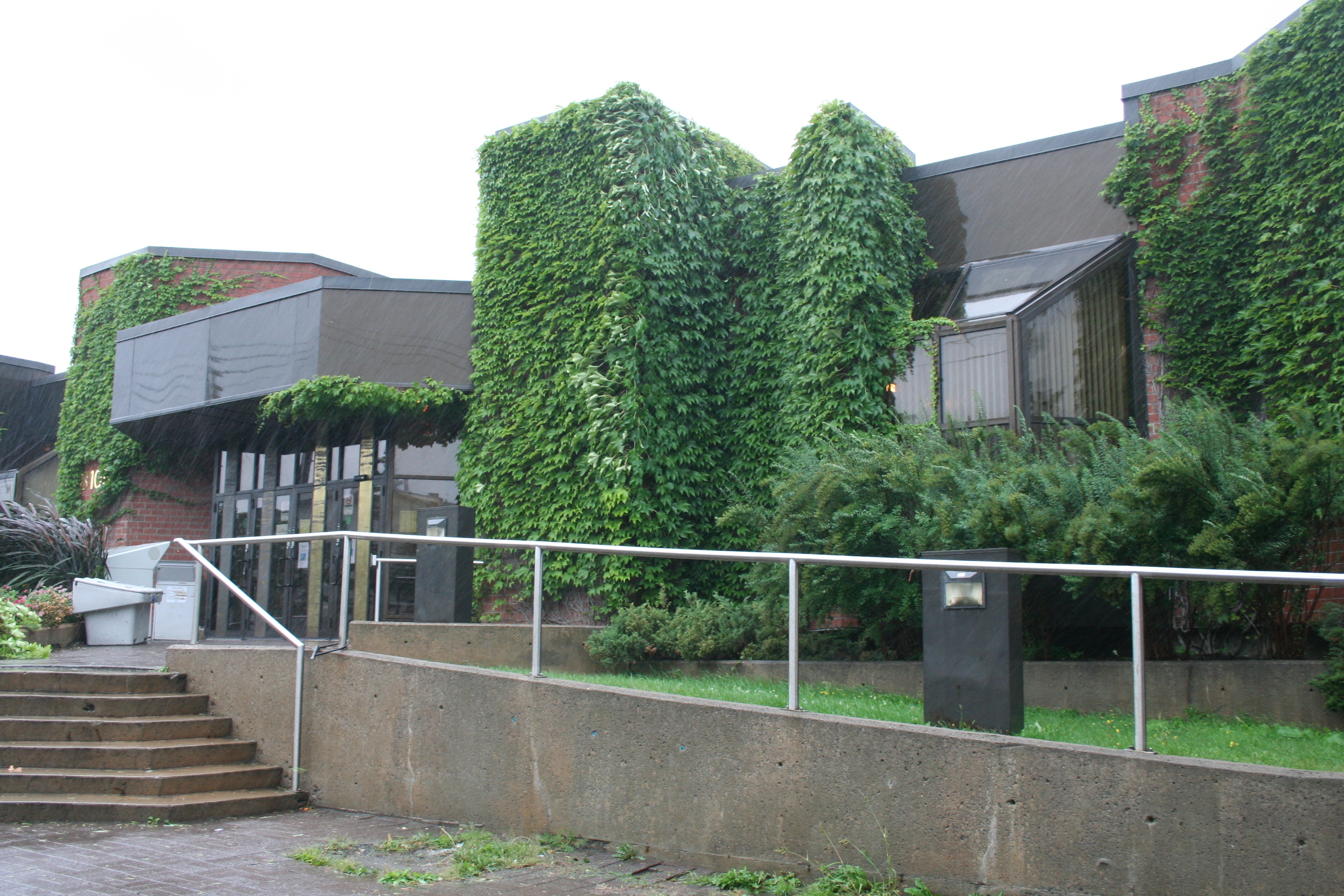
Maison de la culture Mercier

La Maison de la culture Mercier est l'une des maisons de la culture de Montréal. Elle est un service géré par la Ville de Montréal dont la principale mission est d’assurer la diffusion d’événements culturels gratuitement, ou moyennant des coûts minimes, à la population.
Inaugurée en 1989, elle est située au 8105 rue Hochelaga, dans l'arrondissement Mercier–Hochelaga-Maisonneuve.  

## Installations et événements
La maison de la culture Mercier possède une salle multifonctionnelle et une salle d’exposition reconnue comme institution muséale. Elle comprend aussi une bibliothèque et une salle de spectacle de 400 sièges.
Près de trois cents activités des plus diversifiées s’y déroulent chaque année : spectacles en tous genres pour chacun des membres de la famille, projections de films, concerts, conférences, expositions, résidences, locations. Environ 85 000 personnes fréquentent la maison de la culture à chaque année.

## Sources
- Dossier de la Maison de la Culture Mercier
- ville.montreal.qc.ca